# Mantispa luzonensis
Mantispa luzonensis är en insektsart som beskrevs av Navás 1909. Mantispa luzonensis ingår i släktet Mantispa och familjen fångsländor. Inga underarter finns listade i Catalogue of Life.